# Liopropoma eukrines
Liopropoma eukrines är en fiskart som först beskrevs av Walter A. Starck och Courtenay 1962.  Liopropoma eukrines ingår i släktet Liopropoma och familjen havsabborrfiskar. Inga underarter finns listade i Catalogue of Life.